# Hôtel Holiday Inn Toison d'or
L'Hôtel Holiday Inn Toison d'Or est un hôtel quatre étoiles qui appartient au groupe Holiday Inn. Situé au 1 place Marie-de-Bourgogne à Dijon, il offre depuis sa rénovation et son agrandissement en 2014 la plus grande capacité hôtelière en Bourgogne. 

## Histoire
La création du quartier de la Toison d'Or est issue de la volonté de la municipalité d'urbaniser le nord de l'agglomération dijonnaise. Dès 1983, une réflexion est menée autour du processus de développement de ce quartier. L'hôtel Holiday Inn Toison d'or est construit  en même temps que le centre commercial le plus grand de Bourgogne auquel il est rattaché et est inauguré le 11 avril 1990. En décembre 2005, l'hôtel est racheté par un groupe hôtelier dijonnais, Les frères Bruno et Christophe Massucco, qui ont mis en œuvre une rénovation intégrale de l'hôtel ainsi que son agrandissement. Les travaux ont débuté le 26 avril 2013 et se sont achevés en août 2014. 

## Architecture
Le bâtiment initial d'architecture contemporaine a été créé par les architectes Jean-Marie Charpentier, Gilles Lescure et Hervé Nourissat. En 2013, d'importants travaux de rénovation et d'agrandissement ont été réalisés par le cabinet d'architectes Arkos Concepteurs Associés. 

## L'hôtel Holiday Inn Toison D'or
L'hôtel Holiday Inn Toison D'or  est le plus grand hôtel de la ville de Dijon et de la région Bourgogne. En 2014, il est entré dans une importante phase de rénovation et d'agrandissement.

### Chambres et suites
L'hôtel compte 141 chambres dont quatre suites de 60 m2. Les chambres sont toutes climatisées, insonorisées et sont équipées d'une télévision, de la Wi-Fi, de l'accès à Internet ainsi que d'un mini-bar. Les suites, de dimensions différentes, sont composées quant à elles d'un salon, d'une chambre et d'une grande salle de bains.

### Restaurant et bar
L'hôtel Holiday Inn Toison D'or dispose du restaurant-brasserie Gallery 412 et du bar Le Light Bar.

### Salle de séminaire et de réception
L'hôtel dispose :
- de cinq salles de séminaire :
  - le salon Cabrini
  - salle Tacconi
  - salle Favero
  - salle Viali
  - salle Baggio

- de trois salles de réception :
  - salle Tacconi-Favero
  - salle Vialli-Baggio
  - salle Juventus

### Services
L'hôtel dispose de différents services :
- Room Service
- parking avec voiturier
- salle de sport
- sauna
- hammam
- piscine extérieure
- Espace Spa
- salle de jeu pour enfants